# Iheya
Iheya (伊平屋村?) è un villaggio giapponese della prefettura di Okinawa.